# La Gaceta de la Iberosfera
La Gaceta de la Iberosfera és un diari digital espanyol de tendència conservadora i de temàtica econòmica i política, que pertany a la Fundació Disenso. Està dirigit pel periodista i escriptor Kiko Méndez-Monasterio des de febrer de 2015. S'ha mostrat contrari al matrimoni homosexual, a l'avortament i a favor de la unitat d'Espanya. Entre els seus columnistes, destaquen Mario Conde, Pío Moa, Aleix Vidal-Quadras, Julio Ariza, Xavier Horcajo, Kiko Méndez-Monasterio, Javier Algarra, José Javier Esparza i Eduardo García Serrano.

## Fundació
El diari va ser fundat el 1989 per José Antonio Martínez Soler amb la capçalera La Gaceta de los Negocios. Va pertànyer al grup Negocios de Ediciones y Publicaciones SL fins a l'agost de 2009, quan va ser comprat pel Grupo Intereconomía. La seva seu central està a Madrid, encara que el diari compta amb delegacions a Barcelona, Bilbao, Palma, València i Valladolid.

## Període previ a la compra per Intereconomía
En el moment de la compra del diari per part d'Intereconomía, a l'agost de 2009, el rotatiu estava dirigit per José María García-Hoz (exdirector d'Actualidad Económica i d'Expansión, expresident del Grupo Recoletos i ex-director general d'Onda Cero) i el sotsdirector era J. Bosco Martín-Algarra. José Apezarena i José Luis Roig eren els dos directors adjunts. Les dades d'OJD de juliol de 2008 a juny de 2009 establien una difusió de 35.035 exemplars.
La Gaceta de los Negocios publicava de dilluns a dissabte una versió en paper imprès. Va ser a l'octubre de 2007 quan va renovar i va reforçar la seva versió web, oferint notícies d'actualitat política, social i econòmica els set dies de la setmana i 24 hores al dia a través del seu doble portal Gaceta.es i Negocios.com.
La Gaceta de los Negocios va iniciar un canvi d'imatge al març de 2008, quan va redissenyar la seva capçalera i les seves pàgines, apostant per donar-li un major protagonisme al seu vessant generalista. Va néixer la seva secció «Historias», en la qual el diari explica les notícies des d'un punt de vista reflexiu i no d'actualitat. La secció «24 horas» tenia l'objectiu de recollir les notícies més importants del dia.

## Adquisició del diari
El setembre de 2008, La Gaceta de los Negocios va presentar davant el Ministeri de Treball del Govern d'Espanya un expedient de regulació d'ocupació al·legant reiterades pèrdues. Aquest ERO afectaria en principi a 59 dels 126 treballadors que el diari tenia en aquell moment. Així mateix, la direcció i el comitè d'empresa van negociar amb la finalitat de mirar de reduir aquesta xifra i millorar les condicions dels empleats que s'haguessin acollit a l'expedient de regulació.
L'agost de 2009 es va informar que després de llargues negociacions, el Grupo Intereconomía adquiria la publicació a la seva empresa propietària, Negocios de Ediciones y Publicaciones SL. Aquesta havia intentat arribar amb la cadena COPE a un acord prèviament. Intereconomía Corporación es va comprometre a afrontar la meitat del deute del diari, uns tres milions d'euros.

## Grupo Intereconomía

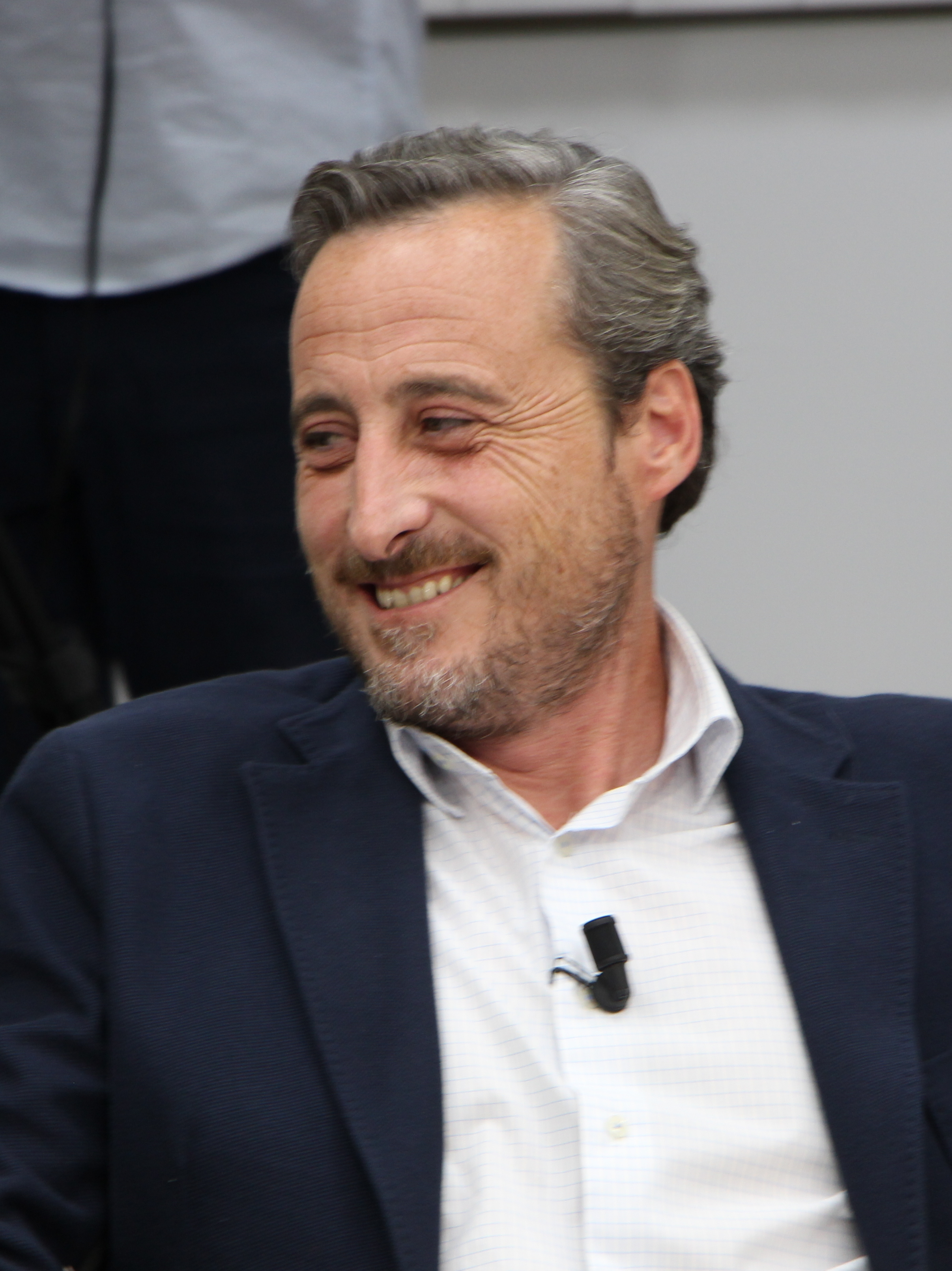
Kiko Méndez-Monasterio, director de La Gaceta des 2017.

El 21 d'octubre de 2009 es va iniciar la venda del diari amb el nom de La Gaceta, de tirada estatal i caràcter generalista. En el seu primer dia de venda al públic es van distribuir 100.000 exemplars. A partir del migdia estaven esgotats, segons xifres anunciades al programa El gato al agua d'Intereconomía Televisión.
Segons dades certificades per l'Oficina de Justificació de la Difusió (OJD) i referits al període de juliol de 2011 a juny de 2012, la mitjana de tirada de La Gaceta va ser de 74.952 exemplars i la mitjana de difusió de 34.355.
La Gaceta pertany de manera oficial al Grupo Intereconomía des de 16 de setembre de 2009. A partir d'aquesta data, Carlos Dávila, director general de publicacions d'Intereconomía fins al moment, va passar a ser el director del rotatiu. El 14 de juny de 2012 Carlos Dávila va abandonar la direcció de La Gaceta enmig d'un ERO i Maite Alfageme, la sotsdirectora del diari, va assumir la direcció en funcions de manera temporal.
El diari va apostar per portades provocadores i estridents sobre els temes polítics que més van marcar la seva línia ideològica. L'octubre de 2012 José Javier Esparza va prendre les regnes de la capçalera i es va convertir en el nou director de La Gaceta per cobrir un cessament temporal de l'activitat d'Eduardo García Serrano al capdavant de La Gaceta per raons de salut. El 31 de maig de 2013, el diari va comunicar la renúncia com a director de José Javier Esparza, que passava a ocupar el càrrec de corresponsal diplomàtic. Posteriorment, va ser nomenat nou director José Antonio Fúster. El maig de 2014 va ser nomenat nou director Xavier Horcajo. Kiko Méndez-Monasterio va ser escollit nou director al febrer de 2015.

## Diari digital
L'agost de 2015 va vendre 8.029 exemplars de mitjana a Espanya i a partir d'aquell mes va decidir sortir de l'OJD. Després de greus problemes econòmics i les protestes dels seus treballadors, el desembre de 2013 es va produir el tancament de l'edició en paper de La Gaceta, que continua la seva difusió en format digital.